# Julia Kradolfer
Julia Kradolfer (* 2. November 2001) ist eine Schweizer Unihockeyspielerin, welche beim Nationalliga-A-Verein UH Red Lions Frauenfeld unter Vertrag steht.

## Karriere

### Verein
Kradolfer stammt aus dem Nachwuchs der Red Lions Frauenfeld und debütierte bereits 2017 für die erste Mannschaft der Red Lions.

### Nationalmannschaft
Kradolfer debütierte 2018 für die U19-Unihockeynationalmannschaft und nahm mit ihr an der Weltmeisterschaft 2019 teil.